# Trương Dư Hi
Trương Dư Hi (giản thể: 张予曦, phồn thể: 張予曦, bính âm: Zhāng Yǔxī; sinh ngày 30 tháng 1 năm 1991) là nữ diễn viên, người mẫu người Trung Quốc trực thuộc công ty giải trí Hoan Thụy Thế Kỷ. Cô được biết đến qua vai Chử Linh Lung trong Lưu Ly Mỹ nhân sát, Lâm Tinh Thần trong Nàng công chúa tôi yêu, Tô Căng Bắc trong Uẩn sắc quá nồng và Trình Nhược Ngư trong Dữ Quân Ca.

## Sự nghiệp
Vào tháng 10 năm 2009, Trương Dư Hi đã giành chiến thắng trong trận chung kết cuộc thi Kanebo Rayli lần thứ 7, do đó cô chính thức bước vào giới giải trí.
Vào tháng 5 năm 2013, Trương Dư Hi đóng vai chính trong bộ phim cổ trang "Mỹ nam Đường triều" được chuyển thể từ tiểu thuyết mạng cùng tên.
Tháng 12 năm 2014, cô xuất hiện trong bộ phim điện ảnh hành động võ thuật "Trí Thủ Uy Hổ Sơn" của đạo diễn Từ Khắc.
Vào tháng 7 năm 2015, cô đóng vai chính trong bộ phim điện ảnh "Cây dành dành nở hoa" của đạo diễn Hà Quý. Cùng tháng, cô tham gia chương trình truyền hình thực tế "Xông lên bầu trời" của đài truyền hình Liêu Ninh. Vào tháng 8, xuất hiện trong bộ phim ngắn "Thanh xuân vị ương".
Vào tháng 8 năm 2016, cô tham gia đóng vai chính trong bộ phim "Nàng Công chúa tôi yêu"  cùng nam diễn viên người Thái Mike Angelo. Vào tháng 9, tham gia đóng vai phụ trong bộ phim cổ trang "Thư viện nhiệt huyết".  Vào tháng 10, đóng vai phụ trong bộ phim viễn tưởng "Canh gác bầu trời". Vào tháng 12, tham gia bộ phim truyền hình cổ trang "Như Ý truyện".
Vào tháng 1 năm 2017, cùng với Ngô Lỗi, Trần Tường đóng vai chính trong bộ phim cổ trang giả tưởng "Kỳ Tinh ký: Thời niên thiếu tươi đẹp". Vào tháng 8, tham gia bộ phim thần tượng "Chàng hoàng tử tôi yêu" - Tạ Giai Kiến là bạn diễn. Vào ngày 20 tháng 11, bộ phim lãng mạn "Không thể ôm lấy em" do cô đóng vai chính cùng Hình Chiêu Lâm được phát sóng độc quyền trên Sohu Video.
Vào ngày 9 tháng 2 năm 2018, bộ phim lãng mạn "Không thể ôm lấy em 2" do cô đóng vai chính đã được phát sóng. Vào ngày 26 tháng 10, cô đã giành được giải thưởng "Nữ diễn viên mới xuất sắc nhất do cư dân mạng bình chọn" tại Phoenix Fashion Choice.
Vào ngày 2 tháng 5 năm 2020, bộ phim tình cảm đô thị ngọt ngào "Uẩn sắc quá nồng", do cô đóng vai chính cùng Đinh Vũ Hề được phát sóng.  Ngày 6 tháng 8, bộ phim cổ trang "Lưu Ly mỹ nhân sát" mà cô tham gia được phát sóng.. Tháng 9, cô vào đoàn phim "Mộng tỉnh Trường An" (nay đổi tên thành Dữ Quân Ca). Vào ngày 31 tháng 10, bộ phim điện ảnh giả tưởng "Hải Đại Ngư" do cô cùng Hàn Đống đóng vai chính được phát sóng trên Tencent Video. Vào ngày 12 tháng 11, bộ phim tâm lý tình cảm "Gió Nam hiểu lòng tôi" được cô đảm nhận công bố diễn viên.    
Vào tháng 1 năm 2021, đóng vai chính trong bộ phim tình cảm "Khi màn đêm gợn sóng" và bộ phim đã nhanh chóng lên sóng vào ngày 9 tháng 11 với nam chính là Lưu Học Nghĩa. Ngày 8 tháng 8, bộ phim truyền hình cổ trang "Dữ Quân Ca" do cô cùng Thành Nghị đóng vai chính được công chiếu trên Hồ Nam TV.. Tháng 9 cùng năm, Trương Dư Hi chính thức thức gia nhập đoàn phim "Thiên Thu Lệnh", đây là lần đầu tiên Trương Dư Hi thử sức với bốn vai diễn.

## Danh sách phim

### Phim điện ảnh
| Năm  | Tựa đề                             | Tựa đề             | Tựa đề                                    | Vai diễn       | Bạn diễn                      | Ghi chú   |
| Năm  | Tiếng Việt                         | Tiếng Trung        | Tên khác, tên cũ                          | Vai diễn       | Bạn diễn                      | Ghi chú   |
| ---- | ---------------------------------- | ------------------ | ----------------------------------------- | -------------- | ----------------------------- | --------- |
| 2014 | Trí Thủ Uy Hổ Sơn                  | 智取威虎山         |                                           | June           | Trương Hàm Dư, Lương Gia Huy  | Vai phụ   |
| 2015 | Cây dành dành nở hoa               | 栀子花开           | Chi Tử Khai Hoa                           | Hạ Tĩnh Tĩnh   | Lý Dịch Phong, Trương Tuệ Văn | Vai phụ   |
| 2016 | Đêm giao thừa của lão Lý           | 过年好             |                                           | Cao Quân Thư   | Diêm Ni, Nhiệt Y Trát...      | Vai phụ   |
| 2016 | Cung hỷ phát tài trước khi nói yêu | 恭喜发财之谈钱说爱 |                                           | Lý Hân         | Ngô Tông Hiến, Khương Triều   | Vai phụ   |
| 2020 | Mỹ Nhân Bì                         | 美人皮             | Yêu Bì Kế                                 | Liên Thành     | Hàn Đống                      | Vai chính |
| 2020 | Nhân Ngư Phược                     | 人鱼缚             | Ranh Giới Mỹ Nhân Ngư Tên cũ: Bạch Ngư Nữ | Bạch Thu Luyện | Chu Tử Kiêu                   | Vai chính |
| 2020 | Hải Đại Ngư                        | 海大鱼             |                                           | A Ly           | Hàn Đống                      | Vai chính |
| 2021 | Vũ điệu tháng bảy                  | 七月的舞步         |                                           | Cố Du Du       | Hoàng Tiểu Lôi                | Vai chính |

### Phim truyền hình & Phim chiếu mạng
| Năm              | Tựa đề                                | Tựa đề                                                  | Tựa đề                                                      | Vai diễn               | Kênh                                           | Bạn diễn                         | Ghi chú       |
| Năm              | Tiếng Việt                            | Tiếng Trung                                             | Tên khác                                                    | Vai diễn               | Kênh                                           | Bạn diễn                         | Ghi chú       |
| ---------------- | ------------------------------------- | ------------------------------------------------------- | ----------------------------------------------------------- | ---------------------- | ---------------------------------------------- | -------------------------------- | ------------- |
| 2013             | Mỹ nam Đường triều                    | 唐朝好男人                                              |                                                             | Nhị Nữ                 | Le.com TV                                      | Chiến Tinh Nhất, Trương Quân Hàm | Vai phụ       |
| 2013             | Anh hùng Trái Đất: Khải giáp dũng sĩ  | 铠甲勇士拿瓦                                            | Dũng sĩ áo giáp Nawa Armor Hero: Legend of Light and Shadow | Cao Thủ Máy Tính - Nam | Armor Series                                   |                                  | Vai phụ       |
| 2016             | Nàng Công Chúa Tôi Yêu                | 亲爱的公主病                                            | Gửi nàng mắc bệnh công chúa                                 | Lâm Tinh Thần          | Sohu TV                                        | Mike Angelo                      | Vai chính     |
| 2017             | Kỳ Tinh ký: Thời niên thiếu tươi đẹp  | 奇星记之鲜衣怒马少年时                                  |                                                             | A Cát Nhã              | Youku                                          | Trịnh Hợp Huệ Tử, Ngô Lỗi        | Vai phụ       |
| 2017             | Chàng Hoàng Tử Tôi Yêu                | 亲爱的王子大人                                          | Hoàng tử thân yêu của tôi                                   | Tôn Tiểu Đào           | Sohu TV, Mango TV                              | Tạ Giai Kiến                     | Vai chính     |
| 2017             | Không Thể Ôm Lấy Em                   | 无法拥抱的你                                            | I Cannot Hug You                                            | Lý Thi Nhã             | Sohu TV                                        | Hình Chiêu Lâm                   | Vai chính     |
| 2017             | Xoắn Não                              | 端脑                                                    | Die Now                                                     | Lưu Nhất Nhã           | Sohu TV                                        | Tưởng Y Y, Chu Nguyên Băng       | Vai phụ       |
| 2018             | Không Thể Ôm Lấy Em 2                 | 无法拥抱的你第二季                                      | I Cannot Hug You 2                                          | Lý Thi Nhã             | Sohu TV                                        | Hình Chiêu Lâm                   | Vai chính     |
| 2018             | Như Ý truyện                          | 如懿传                                                  |                                                             | Thủy Linh Lung         | Tencent                                        | Châu Tấn, Hoắc Kiến Hoa          | Vai phụ       |
| 2019             | Xin Hãy Ban Cho Tôi Một Đôi Cánh      | 请赐我一双翅膀                                          |                                                             | Lãnh Niệm Chi          | Tencent                                        | Cúc Tịnh Y, Viêm Á Luân          | Vai phụ       |
| 2020             | Uẩn Sắc Quá Nồng                      | 韫色过浓                                                | Tình yêu sâu đậm, Đẹp trai là số một                        | Tô Căng Bắc            | Mango TV                                       | Đinh Vũ Hề                       | Vai chính     |
| 2020             | Lưu Ly Mỹ Nhân Sát                    | 琉璃美人煞                                              | Lưu Ly                                                      | Chử Linh Lung          | Mango TV, Youku                                | Thành Nghị, Lý Tuấn Dật          | Vai thứ chính |
| 2020             | Thiếu Nữ Mang Khôi Giáp               | 穿盔甲的少女                                            |                                                             | Trần Diêu Diêu         | IQIYI                                          | Trần Dao, Trần Quan Hồng         | Vai phụ       |
| 2021             | Dữ Quân Ca                            | 与君歌                                                  | Mộng tỉnh Trường An                                         | Trình Nhược Ngư        | Mango TV                                       | Thành Nghị                       | Vai chính     |
| 2021             | Khi Màn Đêm Gợn Sóng                  | 夜色暗涌时                                              | Khi Bóng Đêm Gợn Sóng                                       | Hứa Khuynh Du          | Mango TV                                       | Lưu Học Nghĩa                    | Vai chính     |
| 2023             | Gió Nam Hiểu Lòng Tôi                 | 南风知我意                                              | South Wind Knows                                            | Chu Cựu                | Youku                                          | Thành Nghị                       | Vai chính     |
| 2024             | Đoán Xem Tôi Là Ai                    | 猜猜我是谁                                              | Guess Who Am I                                              | Tống Dao               | Youku                                          | Vương Tử Kỳ                      | Vai chính     |
| 2024             | Lời Nói Dối Của Em Cũng Dễ Nghe       | 你的谎言也动听                                          | A Beautiful Lie                                             | Tần Phỉ                | IQIYI                                          | Trần Tinh Húc                    | Vai chính     |
| 2024             | Canh Gác Bầu Trời: Tù Nhân Trên Không | 守望苍穹: 空气的囚徒                                    | Thành phố mất trí / Hard Memory                             | Annie (An Ny)          | Tencent                                        | Văn Vịnh San, Hàn Canh           | Vai phụ       |
| 2024             | Chạy nhanh Đi, Bác Sĩ Cấp Cứu         | 奔跑吧急救医生                                          |                                                             | Tôn Gia Kỳ             |                                                | Đồng Đại Vỹ                      | Vai phụ       |
| 2024             | Trấn Hồn Nhai 2                       | 镇魂街之热血再燃                                        | Trấn hồn nhai nhiệt huyết tái nhiên                         | Hạ Linh                | Youku                                          | Ngao Thụy Bằng                   | Vai chính     |
| 2024             | Đấu La Đại Lục 2                      | 斗罗大陆2                                               |                                                             | Tiểu Vũ                | Tencent                                        | Châu Dực Nhiên                   | Vai chính     |
| 2025             |                                       |                                                         |                                                             |                        |                                                |                                  |               |
| Chưởng Tâm       | 掌心                                  | Kill My Sins                                            |                                                             | Youku                  | Lưu Thi Thi Đậu Kiêu                           | Vai diễn khách mời               |               |
| Thiên Thu Lệnh   | 千秋令                                | Phượng Ly Tuyết / Nghê Hoàng / Vô Trần / Phượng Diện Nữ | Ly Tuyết                                                    | Mango TV               | Đồng Mộng Thực                                 | Vai chính                        |               |
| Chưa phát sóng   |                                       |                                                         |                                                             |                        |                                                |                                  |               |
| Đôi mắt trìu mến | 深情眼                                | Thâm tình trong mắt anh / Tình nồng trong mắt           | Diệp Mộng                                                   | Mango TV               | Tất Văn Quân                                   | Vai chính                        |               |
| Vũ Lâm Linh      | 雨霖铃                                |                                                         | Chưởng Nguyệt Sứ                                            | Youku                  | Dương Dương, Phương Dật Luân, Chương Nhược Nam | Vai chính                        |               |

### Phim ngắn
| Năm  | Tựa đề             | Tựa đề      | Vai diễn | Ghi chú   |
| Năm  | Tiếng Việt         | Tiếng Trung | Vai diễn | Ghi chú   |
| ---- | ------------------ | ----------- | -------- | --------- |
| 2015 | Thanh xuân vị ương | 青春未央    | Lý Giai  | Vai chính |

### Nhạc kịch
| Năm  | Tựa đề          | Tiếng Trung    | Tiếng Anh    | Ghi chú |
| ---- | --------------- | -------------- | ------------ | ------- |
| 2015 | Chỉ vì độc thân | 只因单身在一起 | Single Villa | Cameo   |

## Âm nhạc
| Năm  | Tên                  | Tên tiếng Trung | Thông tin                  | Thể hiện cùng |
| ---- | -------------------- | --------------- | -------------------------- | ------------- |
| 2016 | Thương mến Công chúa | 亲爱的公主      | OST Nàng Công chúa tôi yêu |               |
| 2020 | Xuân ý vãn           | 春意晚          |                            |               |
| 2020 | Cùng anh             | 陪你            | OST Đẹp trai là số một     |               |
| 2020 | Đã sớm động lòng     | 早就心动了      | OST Đẹp trai là số một     | Đinh Vũ Hề    |
| 2021 | Đương Không          | 当空            | OST Dữ Quân Ca             |               |
| 2021 | Kịp thời đúng lúc    | 合乎时宜        | Yêu Em Là Điều Không Thể   |               |

## Chương trình tạp kỹ
| Năm  | Ngày tháng    | Kênh          | Tên chương trình                                        | Tựa đề tiếng Trung | Ghi chú                                               |
| ---- | ------------- | ------------- | ------------------------------------------------------- | ------------------ | ----------------------------------------------------- |
| 2011 | 04/03 - 08/07 | Hồ Nam TV     | Ngày ngày tiến lên                                      | 天天向上           | MC cố định                                            |
| 2015 | 18/06         | Hồ Nam TV     | Chúng ta đều thích cười                                 | 我们都爱笑         | Khách mời - Quảng bá phim Cây dành dành nở hoa        |
| 2015 | 04/07         | Hồ Nam TV     | Happy Camp                                              | 快乐大本营         | Khách mời - Quảng bá phim Cây dành dành nở hoa        |
| 2015 | 07/07         | Hồ Nam TV     | Ngày ngày tiến lên                                      | 天天向上           | Khách mời - Quảng bá phim Cây dành dành nở hoa        |
| 2015 | 19/07         | Liêu Ninh TV  | Xông lên tận trời                                       | 冲上云霄           | MC cố định                                            |
| 2015 | 31/10         | Hồ Nam TV     | Grade One Freshman mùa 2                                | 一年级·大学季      | Khách mời                                             |
| 2015 | 28/12         | Hồ Nam TV     | Yêu gia đình - We Love Home                             | 恋家有方           | Khách mời tập Husband's First Love                    |
| 2016 | 17/06         | Thâm Quyến TV | Niên Đại Tú                                             | 年代秀             | Khách mời                                             |
| 2016 | 10/11         | Giang Tô TV   | Xuyên qua phòng bếp                                     | 穿越吧厨房         | Khách mời tập 5                                       |
| 2017 | 01/11         | Youku         | Cục tình báo sao hoả mùa 1                              | 火星研究院         | MC cố định                                            |
| 2017 | 25/11         | IQIYI         | Tộc người thú không đơn giản                            | 了不起的兽人族     | Khách mời                                             |
| 2017 | 15/09         | Sohu Video    | The Amazing Idol                                        | 抱走吧爱豆         | Khách mời                                             |
| 2018 | 30/07         | CCTV          | Thời gian cuối tuần của Xuân Ni                         | 春妮的周末时光     | Khách mời                                             |
| 2018 | 06/09         | Thâm Quyến TV | Phi thường Tịnh cự ly                                   | 非常静距离         | Khách mời                                             |
| 2018 | 26/08         | Youku         | Tủ quần áo điên cuồng mùa 2                             | 疯狂衣橱第二季     | Khách mời                                             |
| 2018 | 12/08         | Hồ Nam TV     | Ngày ngày tiến lên                                      | 天天向上           | Khách mời                                             |
| 2018 | 27/10         | Hồ Nam TV     | Happy Camp                                              | 快乐大本营         | Khách mời - Tập Song Thế Sủng Phi 2 - Đội Mike Angelo |
| 2018 | 30/12         | Sơn Đông TV   | Lắng nghe mỹ thực 2                                     | 听得到的美食2.     | Khách mời                                             |
| 2019 | 12/10         | Tencent Video | Trò chơi Siêu Tân Tinh mùa 2                            | 超新星全运会第二季 | Thí sinh mùa 2019                                     |
| 2020 | 14/06         | Youku         | Bạn thật xinh đẹp                                       | 闺蜜好美           | Khách Mời                                             |
| 2020 | 05/06         | Sina Weibo    | Khoảnh Khắc Đọc Sách Buổi Sáng Của A Lạc                | 阿乐的早读刻       | DJ, giọng đọc kể truyện Gửi Cây Sồi FM1642591402      |
| 2020 | 19/06         | Mango TV      | Crazy Magic mùa 7                                       | 疯狂的麦咭第七季   | Khách mời                                             |
| 2021 | 17/01         | Mango TV      | Nhìn thấy cuộc sống tươi đẹp                            | 看见美好生活       | Khách mời                                             |
| 2021 | 15/08         | Bilibili      | AQua thật sự không thể nhàn rỗi (Người mua thời thượng) | 阿瓜真的闲不住     | MC                                                    |
| 2021 | 28/08         | Hồ Nam TV     | Happy Camp                                              | 快乐大本营         | Khách mời - tuyên truyền Dữ Quân Ca                   |
| 2021 | 04/09         | Hồ Nam TV     | Anh trai tràn đầy kiêu ngạo                             | 牛气满满的哥哥     | Khách mời                                             |
| 2022 | 18/08         | Mango TV      | Junior Camp                                             | 少年出游记         | Khách mời tập 3,4,5,6                                 |

## Giải thưởng
| Năm  | Lễ trao giải                                                             | Giải thưởng                                                    | Tác phẩm               | Kết quả   | Ghi chú       |
| ---- | ------------------------------------------------------------------------ | -------------------------------------------------------------- | ---------------------- | --------- | ------------- |
| 2009 | Kanebo Giai Lệ Bảo                                                       | Quán Quân - Cô gái ảnh bìa Rayli                               |                        | Đoạt giải | [ 1 ] [ 2 ]   |
| 2016 | Lễ hội người đẹp thời trang Rayli (Thuỵ Lệ)                              | Giải thưởng dành cho người mới đột phá hàng năm                |                        | Đoạt giải | [ 31 ]        |
| 2016 | Lễ hội thời trang Sohu                                                   | Nữ diễn viên chính xuất sắc nhất trong một bộ phim truyền hình | Nàng công chúa tôi yêu | Đoạt giải | [ 32 ]        |
| 2017 | Lễ hội người hâm mộ Rayli                                                | Nữ nghệ sĩ có thời trang xuất sắc nhất                         |                        | Đoạt giải | [ 33 ]        |
| 2018 | IFENG Fashion Choice                                                     | Nữ diễn viên mới được yêu thích nhất                           |                        | Đoạt giải | [ 34 ]        |
| 2018 | Lễ từ thiện hường niên                                                   | Ngôi sao từ thiện                                              |                        | Đoạt giải | [ 35 ]        |
| 2021 | Giải thưởng Văn Vinh điện ảnh và truyền hình Hoành Điếm lần thứ 8        | Nữ diễn viên truyền hình trẻ xuất sắc nhất                     | Đẹp trai là số 1       | Đề cử     | [ 36 ]        |
| 2021 | Giải thưởng phim truyền hình Weibo lần thứ 6 (6th Weibo TV Series Award) | Nữ diễn viên phim cổ trang xuất sắc nhất                       | Dữ Quân Ca             | Đề cử     | [ 37 ] [ 38 ] |
| 2021 | Giải thưởng phim truyền hình Weibo lần thứ 6 (6th Weibo TV Series Award) | Nữ diễn viên phim tình cảm lãng mạn xuất sắc nhất              | Khi màn đêm gợn sóng   | Đề cử     | [ 37 ] [ 38 ] |